# You (chanson d'Ayumi Hamasaki)
 (octobre 2021).
Pour les articles homonymes, voir You.
You (écrit en capitales : YOU) est le titre de trois singles de Ayumi Hamasaki, sortis sous divers formats, avec des contenus différents liés à une même chanson originale homonyme : un mini-CD en 1998, un disque vinyle de remix en 1999, et une réédition maxi-CD en 2001.

## Édition originale
Singles de Ayumi Hamasaki
Poker Face
(1998) Trust
(1998)
You (écrit en capitales : YOU) est le 2e single de Ayumi Hamasaki sorti sous le label Avex Trax, ou son 3e au total en comptant Nothing from Nothing attribué à Ayumi.
Le single sort le 10 juin 1998 au Japon sous le label Avex Trax, produit par Max Matsuura, au format "mini-CD" de 8 cm (ancienne norme des singles au Japon). Il ne sort que deux mois après le précédent single de la chanteuse, Poker Face. Il atteint la 20e place du classement de l'Oricon, et reste classé pendant dix semaines pour un total de 78 260 exemplaires vendus durant cette période. Une autre version du single au format disque vinyle contenant des remixes sortira un an plus tard, le 17 juillet 1999. Comme les sept autres premiers singles de la chanteuse pour avex, il sera réédité au format "maxi-CD" de 12 cm le 28 février 2001 avec des remixes en plus.
La chanson-titre a été utilisée comme thème de fin de l'émission télévisée Asayan, et comme thème musical pour la campagne publicitaire Focus Dailies de la marque CIBAVision. Elle figurera sur l'album A Song for XX de janvier 1999, puis sur les compilations A Ballads de 2003 et A Complete: All Singles de 2008. Elle figurera aussi dans des versions remixées sur les albums de remix Ayu-mi-x de 1999 et Super Eurobeat presents ayu-ro mix de 2000.
Toutes les paroles sont écrites par Ayumi Hamasaki, toute la musique est composée par Yasuhiko Hoshino, arrangée par Akimitsu Honma.
| 1. | You (YOU)              | 4:48 |
| 2. | You (Acoustic Version) | 5:01 |
| 3. | You (Instrumental)     | 4:45 |

## Édition vinyle
Singles de Ayumi Hamasaki
Boys & Girls
(1999) A
(1999)
Singles par Ayumi Hamasaki
Friend II As if...
You (écrit en capitales : YOU) est un maxi 45 tours au format disque vinyle de Ayumi Hamasaki.
Il sort en édition limitée le 17 juillet 1999 au Japon sous le label indépendant Rhythm Republic affilié à Avex Trax, le même jour que les versions vinyle de Friend II, As if..., et Two of us.
Il contient quatre versions remixées de la chanson-titre du deuxième single CD homonyme de la chanteuse sorti un an auparavant le 10 juin 1998, ainsi qu'une version vocale de la chanson.
Deux des remix du disque étaient déjà parus sur l'album de remix CD Ayu-mi-x sorti quatre mois plus tôt, le 17 mars 1999. L'un des deux et les deux autres remixes du disque figureront aussi sur la réédition de 2001 au format maxi-single du single CD.
Tous les autres titres remixés de l'album Ayu-mi-x sortent également en singles vinyles à la même période, du 5 juin au 17 juillet 1999 ; ces treize singles vinyles dont celui-ci seront ensuite réédités le mois suivant avec des pochettes différentes pour figurer dans le coffret Ayu-mi-x Box Set qui sortira le 11 août 1999.
Liste des titres
Toutes les paroles sont écrites par Ayumi Hamasaki, toute la musique est composée par Yasuhiko Hoshino.
| 1. | You "dub's Uplifting remix" (YOU...) | Izumi "D.M.X" Miyazaki | 08:43 |
| 2. | You "Fine Mix" (YOU "FINE MIX")      | Hideki Hakamada        | 05:07 |

| 1. | You "Masters of Funk R&B Remix" (YOU "MASTERS OF FUNK R&B REMIX") | CPM-Marvin     | 04:49 |
| 2. | You "Orienta-Rhythm Club Mix" (YOU "ORIENTA-RHYTHM CLUB MIX")     | Orienta-Rhythm | 06:04 |
| 3. | You "Vocal track" (YOU)                                           |                | 03:50 |

## Réédition
Singles de Ayumi Hamasaki
Evolution
(2001) Never Ever
(2001)
You (écrit en capitales) est la réédition au format maxi-single en 2001 du deuxième single homonyme de Ayumi Hamasaki sorti sous le label Avex Trax en 1998.
Comme les sept autres premiers singles de la chanteuse pour avex, le single original était sorti initialement au format "mini-CD" de 8 cm (ancienne norme des singles au Japon), le 10 juin 1998. Il est réédité le 28 février 2001 au format "maxi-single" de 12 cm (nouvelle norme au Japon), avec une pochette différente bleu-clair et quatre titres en supplément : trois versions remixées de la chanson-titre déjà parues sur l'édition vinyle du single homonyme, et une de la chanson Wishing de l'album A Song for XX remixée par Taku de Chemistry déjà parue sur l'édition vinyle du single Wishing. Cette nouvelle édition atteint la 25e place du classement de l'Oricon et reste classée pendant six semaines.
| 1. | You (YOU)                                                     | 4:48 |
| 2. | You (Acoustic Version)                                        | 5:01 |
| 3. | Wishing (Taku's Chemistry mix) (… taku's CHEMISTRY MIX)       | 4:44 |
| 4. | You (Masters of Funk R&B remix) (… MASTERS OF FUNK R&B REMIX) | 4:50 |
| 5. | You (Orienta-Rhythm club mix) (… ORIENTA-RHYTHM CLUB MIX)     | 6:08 |
| 6. | You (Dub's Uplifting mix)                                     | 8:46 |
| 7. | You (Instrumental)                                            | 4:45 |

## Interprétations à la télévision
- Utaban (16 juin 1998)
- Music Station (19 juin 1998)
- Pop Jam (20 juin 1998)
- Music Station (25 décembre 1998)
- Secret Live at Akasaka BLITZ (8 mai 1999)
- 'Stage 2000 Winter' Concert (Acoustic Orchestra Version) (5 décembre 1999)
- AYUREADY? No.10 (avec Every Little Thing) (14 décembre 1999)